# Ottawa Senators (1893–1934)
Die Ottawa Senators (IPA: [ˈɒɾəwɒː ˈsɛn.ə.tɚs]; französisch Sénateurs d’Ottawa; früher Ottawa Silver Seven) waren ein professionelles Eishockeyteam, das von 1893 bis 1934 bestand. 1917 waren sie Gründungsmitglied der National Hockey League und spielten dort als Senators, bis die Mannschaft 1934 nach St. Louis umgesiedelt wurde. Die Saison 1934/35 spielten sie als St. Louis Eagles, ehe das Franchise komplett aufgelöst wurde.

## Geschichte

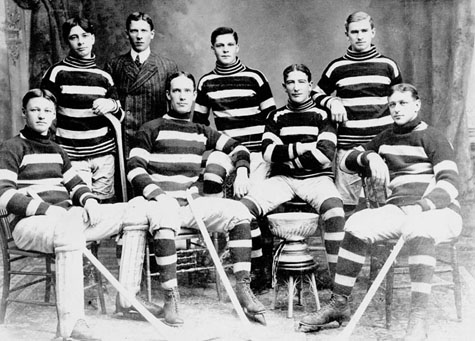
Mannschaftsfoto der Ottawa Silver Seven aus dem Jahr 1905 mit dem Stanley Cup

Gegründet 1893 in Ottawa, waren die Silver Seven eines der herausragenden Teams der frühen Jahre des Sports. Sie spielten in der Canadian Amateur Hockey League, Eastern Canada Amateur Hockey League, Eastern Canada Amateur Hockey Association, National Hockey Association und der National Hockey League (NHL). In der NHA und der NHL waren sie Gründungsmitglied. Der ursprüngliche Name Silver Seven kam von der damals vorgeschriebenen Mannschaftsgröße. 1927 zum Zeitpunkt ihres letzten Stanley-Cup-Gewinns, hatte keine andere Mannschaft mehr Titel und mehr Hall of Famers als die Senators.
Nachdem sie bis 1927 zehn Mal den Stanley Cup gewonnen hatten, kamen die Senators in finanzielle Schwierigkeiten. Ottawa war die kleinste Stadt unter den NHL-Städten und hatte damit ähnliche Probleme wie die Teams in unseren Tagen. Das Team war gezwungen, seine Stars zu verkaufen; so beispielsweise auch 1930 King Clancy, der für 35.000 CAD (inflationsbereinigt ca. 360.000 EUR) und zwei weitere Spieler zu den Toronto Maple Leafs wechselte. Doch auch das reichte nicht und in der Saison 1932/33 musste das Team den Spielbetrieb für ein Jahr einstellen.
Die Senators kehrten in der darauf folgenden Saison zurück, doch die Mannschaft war zu schwach, um in den nächsten beiden Jahren an die vergangenen Erfolge anzuknüpfen. Das ehemals so ruhmreiche Franchise wechselte nach St. Louis, um dort noch ein Jahr als Eagles zu spielen.
Erst zur Saison 1992/93 kehrte die NHL nach Ottawa zurück. Das neue Team heißt wieder Ottawa Senators und auch die Teamfarben sind identisch (schwarz-weiß-rot). Es gibt sonst jedoch keine Verbindung zwischen den beiden Teams.

## Erfolge
Den Stanley Cup gewannen sie
- als Ottawa Silver Seven: 1903, 1904, 1905 und 1906
- als Ottawa Senators vor der Gründung der NHL: 1909 und 1911
- als Vertreter der NHL: 1920, 1921 und 1923
- als erstes Team, nachdem die NHL alleine den Cup ausspielte: 1927

## Mannschaftskapitäne
- Harvey Pulford 1902–1906
- Bruce Stuart 1908–1911
- Marty Walsh 1911–1912
- Jack Darragh 1916–1919
- Eddie Gerard 1919–1923
- Cy Denneny 1924–1926
- Buck Boucher 1927–1928
- King Clancy 1929–1930
- Frank Finnigan 1931–1933
- Syd Howe 1933–1934